# Drukarka żelowa
Drukarka żelowa – drukarka o podobnej konstrukcji i działaniu jak drukarka atramentowa, używająca jednak barwnika na bazie żelu. Drukarki żelowe zostały wprowadzone na rynek przez firmę Ricoh/Nashuatec w roku 2005 pod nazwą GelSprinter (lub GelSprinter Aficio), która jako jedyna sprzedaje i promuje drukarki żelowe.
Według producenta zaletami zastosowania żelu w porównaniu do zwykle stosowanego tuszu, mają być:
- szybsze wysychanie – szybszy druk i nierozmazywanie się świeżego wydruku
- lepsza kontrola nad wielkością kropli – wyższa rozdzielczość wydruku
- ograniczone wsiąkanie w papier – brak przesiąkania tuszu, w efekcie szybki i bezproblemowy druk dwustronny
- większa odporność na światło – kolory nie mają blaknąć
- większa odporność na wodę – wydruk nie ma się rozpływać pod wpływem wody
- zużycie żelu ma być mniejsze niż atramentu – tańsza eksploatacja

## Porównanie z drukarkami atramentowymi
Treść tej sekcji może nie być zgodna z zasadami neutralnego punktu widzenia.
 Po wyeliminowaniu niedoskonałości należy usunąć szablon  z tej sekcji.
Od czasu wprowadzenia w 2005 drukarki żelowe nie zdobyły znaczącej popularności, a ich dostępność na polskim rynku jest ograniczona.
Potwierdzonymi zaletami jest fakt, że żel bardzo szybko wysycha, przez co wydruki nie rozmazują się nawet od razu po wydrukowaniu i są stosunkowo odporne na wodę. Drukarki żelowe zwykle nie są szybsze niż atramentowe z podobnego przedziału cenowego (do 10-20 stron na minutę).
Jeden wkład (kartridż) z żelem starcza na około 1000 stron, czyli podobnie jak standardowy wkład z drukarki atramentowej do zastosowań biurowych.
Cena wydruku jest również porównywalna, ale jeśli dodatkowo wziąć pod uwagę szeroki wybór tanich atramentów zastępczych do drukarek atramentowych, wydruk z drukarki żelowej jest droższy.
Cena zakupu samego urządzenia jest dużo wyższa niż cena zwykłej drukarki atramentowej, ale za to większość modeli GelSprinter jest wyposażona w funkcję automatycznego druku dwustronnego.
Testy mówią, że wydruki kolorowe są mało intensywne, tak więc do wydruków fotograficznych wciąż lepiej nadają się drukarki atramentowe.